# Amphicoma regalis
Amphicoma regalis là một loài bọ cánh cứng trong họ Glaphyridae. Loài này được Arrow miêu tả khoa học năm 1938.